# Speciální čarodějnický díl (18. řada)
Speciální čarodějnický díl (alternativně také Speciální čarodějnický díl XVII, v anglickém originále Treehouse of Horror XVII) je 4. díl 18. řady (celkem 382.) amerického animovaného seriálu Simpsonovi. Scénář napsal Peter Gaffney a díl režírovali Matthew Faughnan a David Silverman. V USA měl premiéru dne 5. listopadu 2006 na stanici Fox Broadcasting Company a v Česku byl poprvé vysílán 7. září 2008 na stanici ČT2.

## Děj
Díl je rozdělen na tři části: Manželství s blobem (Married to the Blob), Jak je důležité míti golema (You Gotta Know When to Golem) a Den, kdy Země vypadala hloupě (The Day the Earth Looked Stupid).

### Manželství s blobem
Homer a Marge se líbají na zahradě za domem. Pak na zahradu dopadne malý meteorit. Ten pukne a objeví se jakýsi zelený sliz. Homer ho chce sníst, ale sliz se brání. Nakonec ale Homer vyhraje. V noci se Homer probudí a jde jíst, sní vše z ledničky, Sněhulku a pokusí se sníst i Barta, ale Marge ho zastaví. Pak se vydá do města a začne jíst obyvatele. Ztloustne tak, že je veliký jako dům. Ve městě jsou i 15metrový Lenny a neviditelný Carl, ale všichni ze zajímají jen o Homera. Když Homer chytne Neda, tak mu pouze ukousne hlavu. Na pomoc Homerovi přijde dr. Phil a snaží se Homera přemluvit, že musí přestat jíst. Marge vymyslí, jak Homerův problém využít pro dobro společnosti. Schovají Homera za stěnu, ten čeká se svými ústy za dveřmi a jí bezdomovce, které do pasti nalákal starosta.

### Jak je důležité míti golema
Bart si jde za Krustym stěžovat, že jeho budík stříká kyselinu. V zákulisí najde Krustyho rekvizitárnu a uvnitř pražského golema. Krusty mu řekne, že golem splní každý úkol napsaný na svitek papíru a vhozený do jeho úst. Bart mu dá vzkaz, ať přijde o půlnoci k nim domů.
Golem o půlnoci opravdu přijde. Bart vezme druhý den golema do školy, ten ho tam brání proti místním chuligánům. Líza vhodí do golema vzkaz, aby začal mluvit. Golem vypráví, jak musel v minulosti mrzačit a zabíjet lidi. Marge dostane nápad, jak ho zbavit starostí – postaví mu ženu. Na jejich svatbu vtrhne šerif a chce zavřít golema za vraždu ředitele Skinnera. Nechá se ale uplatit jídlem.

### Den, kdy Země vypadala hloupě
Je 30. října 1938 a ve světě panuje Velká hospodářská krize, jak naznačuje Carl. Lenny si pochvaluje sépiové zabarvení obrazu. Děda Simpson se zmíní o tom, jak bojoval v první světové válce, a ostatní se ho ptají, proč jí říká první. Homer a Marge spolu tancují u radia, když je hudba přerušena a hlasatel říká, že Zemi napadly obrovské cylindry. Hlasatel dále popisuje situaci, jak mimozemšťané paprskem vraždí lidi. Obyvatelé Springfieldu začnou rabovat a ničit město. Homer zastřelí Lennyho a Disco Stua. Pak Marge napadne, že mimozemšťané zabíjí pouze lidi, takže se začnou chovat jako zvířata. Všichni se svléknou a vyválejí se v blátě. Ráno za nimi přijde Líza a řekne jim, že to vysílání byl podvod. Byla to rozhlasová hra Orsona Wellese Válka světů. Pak jim řekne, že lid Springfieldu jako jediný naletěl.
Situace se rozhodnou využít Kang a Kodos, protože si budou lidé myslet, že jde znovu o podfuk. A skutečně lidé tomu nevěří. Po 3 letech začnou Kang a Kodos pochybovat o okupaci Země, protože se jim nedaří.

## Produkce
Část Den, kdy Země vypadala hloupě měla původně končit přímou narážkou Kanga a Kodose na válku v Iráku, když pozorují zničené zbytky Springfieldu z roku 1938. Ačkoli cenzoři Foxu neměli proti této hlášce námitky, producenti a scenáristé měli pocit, že odkaz je příliš zřejmý, a nechali ho vystřihnout, aby byl vtip jemnější (ačkoli v uniklé internetové verzi je hláška, která byla nakonec vystřižena).

## Přijetí
V původním vysílání epizodu sledovalo 10,43 milionu diváků.
Díl získal od televizních kritiků smíšené až pozitivní hodnocení. Matt Zoller Seitz z časopisu New York prohlásil, že epizoda je jedním z devíti pozdějších dílů Simpsonových, které jsou stejně dobré jako klasická éra seriálu.
Dan Iverson z IGN udělil dílu známku 7,6 z 10 a komentoval jej slovy: „Dialogy byly opravdu docela dobré – i když příběhy nebyly nejlepší (a ve srovnání s nimi byly lepší než Speciální čarodějnické díly z posledních čtyř let). A typicky simpsonovsky hysterické byly výstupy celebrit.“. Na závěr dodal, že „můžeme zcela přehlédnout všechny ostatní problémy, které epizoda měla, a doporučit díl každému, kdo má rád náhodné komedie“.
The A.V. Club vyzdvihl Den, kdy Země vypadala hloupě a poznamenal, že zatímco „seriál byl během nejtemnějších dnů Bushova prezidentství strašně tichý, což je ještě překvapivější, jak okatě levicový byl v minulosti (...), pořad to téměř vynahradil svou nejpolitičtější – a nejbezútěšnější – částí o Stromovce“, a dospěl k závěru, že „Den, kdy Země vypadala hloupě byl Simpsonovými v jejich nejostřejší podobě“.
Při sestavování seznamu 66 částí prvních 22 Speciálních čarodějnických dílů v pořadí od nejhoršího po nejlepší, Joshua Kurp ze serveru Splitsider dal částem této epizody (v pořadí podle výskytu) místa 52, 47 a 59. Tuto epizodu „viděl promítanou na akci, kde byl přítomen Matt Groening“. Kurp uvedl, že „Blob“ byl v Tlouštíku Homerovi udělán lépe, Richard Lewis neměl v „Golemovi“ dostatek času na obrazovce a závěrečný „Den“ byl „bombastický“.